# Санту-Амару-дас-Бротас
Санту-Амару-дас-Бротас (порт. Santo Amaro das Brotas)  —  муниципалитет в Бразилии, входит в штат Сержипи. Составная часть мезорегиона Восток штата Сержипи. Входит в экономико-статистический  микрорегион Байшу-Котингиба. Население составляет 10 704 человека на 2006 год. Занимает площадь 237,9 км². Плотность населения — 44,99 чел./км².

## История
Город основан в 1853 году.

## Статистика
- Валовой внутренний продукт на 2004 составляет 67.550.165,00 реалов (данные: Бразильский институт географии и статистики).
- Валовой внутренний продукт на душу населения на 2004 составляет 6.316,64 реалов (данные: Бразильский институт географии и статистики).
- Индекс развития человеческого потенциала на 2000 составляет 0,655 (данные: Программа развития ООН).